# Matej Mugerli
Matej Mugerli (født 17. juni 1981 i Nova Gorica) er en tidligere professionel slovensk landevejscykelrytter.